# Debra Jo Rupp
Debra Jo Rupp (n. 24 februarie 1951) este o actriță americană de televiziune și film, probabil cel mai cunoscută pentru rolul ca Kitty Forman din sitcom-ul, That '70s Show. Este de asemenea cunoscută pentru rolul ca Alice din al treilea, al patrulea și al cincilea sezon din Friends.

## Legături externe
- Debra Jo Rupp la Internet Movie Database
- Profile of Debra Jo Rupp at Variety.com
- The Act starring Debra Jo Rupp Arhivat în 31 decembrie 2009, la Wayback Machine. online in its entirety (approx. 9 minutes) at the filmmakers' website